# Vasile Szeredai
Vasile Szeredai (n. 22 decembrie 1933) este un fotbalist român de etnie maghiară, jucător la Steagul Roșu Brașov în anii 1960 și membru al echipei naționale de fotbal a României în aceeași perioadă. A marcat două goluri în partida România-Turcia (4-0), desfășurată la București în data de 8 octombrie 1961.